# Recensământul Statelor Unite ale Americii din 2000

Logo-ul oficial al United States Census 2000, al Recensământului Statelor Unite ale Americii din 2000

Recensământul Statelor Unite ale Americii din anul 2000, (engleză United States Census, 2000), 
conform originalului The United States Census of 2000, cunoscut de asemenea și ca Census 2000) a fost unul recensămintele cerute de Constituția țării și efectuate o dată la zece ani în Statele Unite ale Americii, fiind cel de-al douăzeci și doilea și cel mai recent dintr-o serie ce cuprinde azi 23 de calculări ale populației Uniunii. 
Census 2000, condus de Census Bureau al Statelor Unite ale Americii, a determinat că la 1 aprilie 2000 Uniunea avea o populație totală de 281.421.906 de persoane, o creștere de 13.2% față de 248.709.873 oameni numărați în timpul recensământului anterior, cel din 1990. Acest recensământ, cel de-al douăzeci-și-doilea din istoria Statelor Unite, a fost cel mai mare efort administrativ pe timp de pace din istoria țării. 
Populația Statelor Unite din cadrul acestui recensământ a inclus cele 50 de state precum și cea a Districtului Columbia.  Biroul de Recensăminte a numărat și populațiia din teritoriile SUA, incluzând cea a Commonwealth-ului Puerto Rico.. Aceasta era de 3.808.610, reprezentând o creștere de 8.1% față de deceniul anterior. 

## Schimbări în distribuția populației
Din punct de vedere al regiunilor Statelor Unite, Sudul și Vestul au înregistrat cea mai mare creștere în valori absolute, 14.790.890, Sudul, respectiv 10.411.850, Vestul.  Acest fapt a dterminat mutarea centrului populației Uniunii în comitatul Phelps din statul Missouri.  Nordestul a crescut "doar" cu 2,785.149, iar Vestul Mijlociu cu 4.724.144. 
Pe cele două hărți de mai jos, care sunt hărți oficiale publicate de United States Bureau of Census, cu cât nuanța de verde este mai închisă, cu atât creșterea populației a fost mai accentuată. 

## Redistribuirea districtelor legislative federale
Unul din motivele existenței unui recensământ o dată la zece ani este determinarea a câte districte legislative sunt atribuite unui anumit stat în adunarea legislativă federală a Camerei Reprezentanților (The House of Representatives). 
Congress-ul SUA, legislativul federal al Statelor Unite ale Americii, definește formula de calculare a distribuirii celor 435 de locuri ale Camerei Reprezentanților conform Title 2 of the U.S. Code. Populația considerată în calcul constă din populația celor cincizeci de state la care se adaugă rezidenții din forțele militare americane staționate în afara țării, respectiv toți civilii angajați ai guvernului federal și familiile acestora, care sunt de asemenea în străinătate. Fiecare membru al Camerei reprezentanților reprezintă o populație de aproximativ 647.000 de locuitori. Populațiile din District of Columbia și Puerto Rico sunt excluse din distribuire întrucât nu au locuri cu drept de vot în camera Reprezentativilor. Oricum, fiecare din aceste două entități administrative ale Uniunii au dreptul la câte un loc fără drept de vot în Cameră, având statutul de observator.
De la primul recensământ al Uniunii, 1790 Census, numărarea din zece în zece ani a fost baza formei de guvernare reprezentative a Statelor Unite. Articolul I, secțiunea II a Constituției țării, (în original, Article I, Section II) specifică că "Numărul reprezentativilor nu poate să depășească unul pentru fiecare treizeci de mii, dar fiecare stat trebuie să aibă cel puțin un reprezentativ." În original, "The Number of Representatives shall not exceed one for every thirty Thousand, but each State shall have at Least one Representative." În 1790, fiecare membru reprezenta aproximativ 34.000 de locuitori. De atunci, [the] House și-a mărit componența de peste patru ori, iar în 1911 numărul reprezentativilor a fost fixat la 435. Astăzi, fiecare membru al Camerei reprezentanților reprezintă de circa 19 ori mai mulți cetățeni decât o făcuse inițial.